# Игры горцев
Игры горцев (англ. Highland games, скотс Hieland gemmes) — культурное событие, проводимое в течение года в Шотландии, Канаде, США и других странах, как способ празднования шотландской культуры, а в особенности той, которая относится к Хайленду. В играх принимают участие оркестры волынщиков, танцоры хайланда, участники спортивных мероприятий, а также проводятся разнообразные выставки, связанные с другими аспектами шотландской и гэльской культур.
Наряду с другими событиями Игры горцев вдохновили барона Пьера де Кубертена на создание современных Олимпийских игр: де Кубертен был среди зрителей на показательных выступлениях горцев, прошедших в рамках Всемирной выставки в Париже 1889 года.

## История
На протяжении многих веков шотландцы мерились своей силой друг с другом на так называемых собраниях горцев (англ. Highland Gatherings). Во время этих собраний вожди шотландских кланов набирали себе личную охрану из самых крепких и выносливых горцев. Во время испытаний, которые проводились в то время, участники должны были продемонстрировать не только свою силу, ловкость и быстроту, но и показать своё умение в обращении с разными видами холодного, а позднее и огнестрельного оружия.
Официальный статус собраниям горцев придал король Шотландии Малькольм Канмор, взошедший на престол в 1057 году. Малькольм проводил состязание среди вероятных претендентов на должность королевского гонца. Участникам нужно было преодолеть множество ландшафтных препятствий и первым взобраться на вершину горы. В дальнейшем подобные сборы проводились довольно часто как социальные события, в основном для решения спорных вопросов между членами кланов. Молодые мужчины соревновались с друг другом в силе, ловкости и скорости, чтобы выявить лучшего воина.
В течение английского завоевания, а особенно после второго якобитского восстания 1746 года, завершившегося поражением шотландцев, всем шотландцам запретили носить или обучаться владению холодным оружием. Делалось это с целью пресечения возможных восстаний и войн. Но, несмотря на суровый запрет, шотландцы продолжали обучаться военному ремеслу, просто заменив орудия войны орудием для игр.
Современные игры в значительной степени являются викторианским изобретением и связаны как с романтизацией Шотландии, так и с изучением старых документов, описывающих состязания.

## Виды соревнований

### Тяжёлая атлетика

#### Stone push
Толкание камня — одно из главных событий в тяжелоатлетической части игр горцев. В состязании используют или стальной шар, или обычный булыжник. Вес снаряда может меняться от 16 до более чем 100 фунтов. Для мужчин и женщин предусмотрены разные по весу снаряды (как правило, женщины используют более легкие снаряды). Для снаряда нет единого стандарта по форме и весу. Возможно, также, некоторое расхождение в правилах данного вида соревнований. В справочнике по играм горцев существует два варианта состязаний с использованием камня:
- Камень мужественности (англ. Manhood Stone, гэльск. Clach Cuid Fir);
- Камень силы (англ. Stone of Strength, гэльск. Clach Neart).

В случае «Камня мужественности» используется очень большой камень или специальный снаряд весом более чем 100 фунтов. Участнику соревнования нужно снять снаряд с определенной высоты или поместить его в стену (специально подготовленная площадка).
В случае «Камня силы» используются камни или снаряды переменного веса, но в пределах от 8 до 30 фунтов. Участнику необходимо бросить снаряд как можно дальше.
Толкание камня в наши дни является олимпийской дисциплиной лёгкой атлетики под названием «толкание ядра».

#### Caber toss
Метание бревна — традиционное шотландское соревнование в играх горцев. В качестве снаряда используют гладкое, очищенное от сучков и коры, бревно. Как и в случае толкания камня, для снаряда, в этом виде состязаний, нет единого стандарта по весу и форме. Примерная длина снаряда может равняться 6 метрам и весить около 50-100 кг.
Участник поднимает бревно двумя руками, сложенными в виде чаши, за узкую часть и держит его вертикально, используя своё плечо как опору. После этого, участнику необходимо немного разбежаться и вытолкнуть бревно таким образом, чтобы оно перевернулось в воздухе на 180° и упало на землю. Лучшим результатом является падение бревна после переворота ровно на 12 часов.

#### Hammer toss
Этот вид состязания — метание молота — является прародителем современной легкоатлетической дисциплины. Состязание заключается в метании спортивного снаряда — молота — на дальность. В отличие от современного атлетического снаряда — стального шара на тросе с ручкой, в играх горцев используется стальной или свинцовый шар, закрепленный на тонкой длинной деревянной ручке. Снаряд для мужчин весит 16 фунтов и имеет длину 3 фута 11¾ дюймов. Снаряд для женщин весит 8.82 фунта и имеет длину 3 фута 11 дюймов.
Участнику соревнований для выполнения правильного броска необходимо закрутить снаряд выше своей головы и после примерно трех или четырёх вращательных движений выбросить молот. Важными факторами в броске выступают начальная скорость снаряда и угол броска.

#### Sheaf toss
Подбрасывание мешка с сеном в играх горцев появилось под влиянием множества сельскохозяйственных ярмарок, проводимых по всей Шотландии. Участнику необходимо поддеть вилами мешок, туго заполненный соломой или веревками, и перебросить его через перекладину. Стандартный вес мешка составляет 16 фунтов. Каждому участнику дается три попытки. Если все участники соревнования успешно перебросили мешок, перекладину поднимают выше и повторяют броски.
Данный вид соревнования также популярен в Ирландии, Франции, Австралии и в Басконии (север Испании).

#### Tug of war
Перетягивание каната представляет собой силовое состязание между двумя командами. Каждая команда состоит из восьми и более участников, которые держатся за концы каната. Правила удержания каната могут быть менее или более строгими, в зависимости от вида и цели соревнования. Каждой команде необходимо перетянуть канат или его отмеченную часть на свою сторону. В этом случае другой команде засчитывается поражение. Иногда нейтральную часть может занимать ров с водой или грязью.

### Музыка
Незабываемым событием в Играх горцев является состязания и представления волынщиков и полковых оркестров. Музыкальное шествие с участием множества волынщиков, играющих такие популярные мелодии как: «Scotland The Brave», «A Man’s a Man for a’ That», «The Flower of Scotland», открывает и закрывает событие.